# Dupontiella ichneumonoides
Dupontiella ichneumonoides is een keversoort uit de familie schorsknaagkevers (Trogossitidae). De wetenschappelijke naam van de soort werd in 1844 gepubliceerd door Spinola.